# Cirolana garuwa
Cirolana garuwa är en kräftdjursart som beskrevs av Bruce 1986. Cirolana garuwa ingår i släktet Cirolana och familjen Cirolanidae. Inga underarter finns listade i Catalogue of Life.